# Rio Avon (Marlborough)
O rio Avon flui para nordeste a partir da sua nascente no sudoeste do país, próximo da cidade de Blenheim, na região de Marlborough, para chegar ao rio Waihopai 20 km antes deste último desaguar no rio Wairau de Nova Zelândia.